# Lijst van stadhouders van Gondor
De Stadhouders van Gondor zijn fictieve figuren uit Midden-aarde, de wereld waarover verhaald wordt in J.R.R. Tolkiens In de ban van de ring.
Toen de laatste Koning van Gondor, Eärnur, werd gedood zonder erfgenaam achter te laten werd de heerschappij over het koninkrijk overgenomen door de Stadhouders, die afstamden van Húrin van Emyn Arnen. Hieronder volgt een lijst van alle Stadhouders van Gondor, tot Aragorn II aan het eind van de Derde Era de troon besteeg. Alle data zijn in de Derde Era.

## Onder de koningen
- Húrin van Emyn Arnen, tijdens de regering van koning Minardil.
- Pelendur (tot 1998), onder Ondoher en Eärnil II.
- Vorondil (1998-2029), onder Eärnil II.
- Mardil Voronwë (2029-2050), onder Eärnil II en Eärnur.

## Regerende Stadhouders

### Mardil Voronwë
Om een burgeroorlog tussen pretendenten te voorkomen neemt Mardil zelf het bestuur van Gondor in handen nadat de laatste koning Eärnur zich laat uitdagen door de Tovenaar-koning, met zijn lijfwacht naar Minas Morgul rijdt en nooit meer wordt teruggezien. Mardil verklaart "te regeren tot de koning terugkeert".
Hierdoor wordt hij in het jaar 2050 van de Derde Era de eerste regerende stadhouder van Gondor. Vanwege zijn doortastende optreden krijgt Mardil de bijnaam Voronwë, dat Quenya is voor de Standvastige. In het jaar 2060 voert Mardil een nieuwe kalender in.

### Eradan
In het jaar 2080 sterft Mardil Voronwë. Omdat er van Eärnur niets meer vernomen was wordt Mardils zoon Eradan de tweede regerende Stadhouder. Hij regeert 36 jaar tot 2116.

### Herion
Herion wordt in 2116 de derde regerende stadhouder van Gondor als hij zijn vader Eradan opvolgt. Tijdens zijn 32-jarige regeerperiode, die eindigt in 2148, begint de Waakzame Vrede.

### Belegorn
Belegorn wordt vlak na het begin van de Waakzame Vrede geboren. Als hij in 2148 zijn vader Herion opvolgt en de vierde regerende stadhouder van Gondor wordt begint een regeerperiode van 56 jaar die dan ook rustig verlopen.

### Húrin I
Húrin wordt in 2204 de eerste stadhouder met deze naam en vijfde regerende stadhouder van Gondor als hij zijn vader Belegorn opvolgt en hij regeert 40 jaar tot 2244. Hij krijgt twee dochters en een zoon.

### Túrin I
Túrin wordt in 2244 de eerste stadhouder met deze naam en zesde regerende stadhouder van Gondor als hij zijn vader Húrin opvolgt en hij regeert 43 jaar tot 2278.

### Hador
Hador wordt in 2278 de zevende regerende stadhouder van Gondor als hij zijn vader Túrin opvolgt en regeert een lange periode van wel 117 jaar tot 2395.

### Barahir
Barahir wordt in 2395 de achtste regerende stadhouder van Gondor als hij zijn vader Hador opvolgt. Hador had erg lang geregeerd en Barahir is dan ook al 105 als hij de troon bestijgt en regeert slechts zeventien jaar tot 2412.

### Dior
Dior wordt in 2412 de negende regerende stadhouder van Gondor als hij zijn vader Túrin opvolgt en regeert 23 jaar. Hij sterft kinderloos in jaar 2435 en wordt daarom opgevolgd door de zoon van zijn zuster Rían.

### Denethor I
Denethor wordt in 2435 de eerste regerende stadhouder met deze naam en tiende van Gondor als hij zijn oom Dior opvolgt. Tijdens Denethors 42-jarige bewind komt de Waakzame Vrede tot een einde. In 2460 komt Sauron terug naar Dol Guldur en een aantal jaar later verschijnen voor het eerst Uruk-hai, een door Sauron geschapen orkenras, buiten Mordor. In 2475 nemen de Uruk-hai Ithilien in en plunderden Osgiliath. Denethors zoon, Boromir, slaagt erin Osgiliath te heroveren; helaas wordt de stad tijdens deze strijd bijna volledig verwoest. Boromir volgt zijn vader op na diens dood in 2477.

### Boromir
Boromir wordt in 2477 de elfde stadhouder van Gondor. In 2489 wordt Boromir in de strijd getroffen door drie vergiftigde pijlen, als gevolg waarvan hij niet veel later sterft. Hij wordt na een regeerperiode van twaalf jaar als stadhouder opgevolgd door zijn zoon Cirion.

### Cirion
Cirion wordt in 2489 de twaalfde stadhouder van Gondor. In 2510, ten tijde van de oorlogen tegen de Oosterlingen, roept Cirion de hulp in van de Éothéod onder leiding van Eorl de Jonge. Na de overwinning op het Veld van Celebrant sluit Cirion een bondgenootschap met Eorl op de Amon Anwar (of Halifirien) bij het graf van Elendil. Op deze plaats schenkt Cirion als teken van dank ook Calenardhon, het noordelijke, dunbevolkte gebied van Gondor, aan Eorl en zijn volk. Dit gebied wordt later Rohan genoemd en het volk van Eorl de Rohirrim. Na een regeerperiode van 78 jaar wordt Cirion opgevolgd door zijn zoon Hallas.

### Hallas
Hallas had het stadhouderschap waargenomen voor zijn vader tijdens de oorlog tegen de Balchoth. In 2567 krijgt hij officieel deze functie als dertiende regerende stadhouder van Gondor als hij zijn vader Cirion opvolgt. Hij vervult deze positie 38 jaar tot 2605.

### Húrin II
Húrin wordt in 2605 de tweede stadhouder met deze naam en veertiende regerende stadhouder van Gondor als hij zijn vader Hallas opvolgt en hij regeert 22 jaar tot 2628.

### Belecthor I
Belecthor wordt in 2628 de eerste stadhouder met deze naam en vijftiende regerende stadhouder van Gondor als hij op een leeftijd van 83 zijn vader Húrin opvolgt. Hij krijgt een zoon: Orodreth, en een dochter: Morwen, en regeert een vreedzame 27 jaar tot 2655.

### Orodreth
Orodreth wordt in 2655 de zestiende regerende stadhouder van Gondor als hij zijn vader Belecthor opvolgt en hij regeert dertig jaar tot 2685.

### Ecthelion I
Ecthelion wordt in 2685 de eerste stadhouder met deze naam en zeventiende regerende stadhouder van Gondor als hij zijn vader Orodreth opvolgt. Hij herbouwt de witte toren van Minas Tirith, die daarna bekend zou staan als de Toren van Ecthelion. Hij regeert slechts dertien jaar en sterft kinderloos in het jaar 2698.

### Egalmoth
Egalmoth wordt in 2698 de achttiende regerende stadhouder van Gondor als hij als de kinderloze stadhouder Ecthelion I opvolgt. Hij is de kleinzoon van Morwen, de zuster van stadhouder Orodreth. Tijdens zijn 45-jarige bewind heeft Gondor te maken met invallen van orks. Hierdoor kan hij in 2710 als Déor, de koning van Rohan, hulp vraagt in de strijd tegen de Dunlendings deze niet bieden. In 2743 wordt hij opgevolgd door zijn zoon Beren.

### Beren
Beren wordt in 2743 de negentiende regerende stadhouder van Gondor als hij zijn vader Egalmoth opvolgt. Tijdens het twintigjarige bewind van Beren krijgt Gondor te kampen met zware aanvallen op de kusten door de vloten uit Umbar en Harad. Omdat tegelijkertijd de Rohirrim onder de voet worden gelopen door de Donkerlanders, konden geen van beide naties elkaar te hulp schieten. Beren geeft daarom Saruman de sleutels van Orthanc. Beren overlijdt in het jaar 2763.

### Beregond
Beregond wordt in 2763 de twintigste regerende stadhouder van Gondor als hij zijn vader Beren opvolgt. Tijdens het bewind van Beregond werden de vloten van Umbar en Harad verslagen. Na deze overwinning zond Beregond hulp naar Rohan, waar het volk te kampen had met zware aanvallen van de Donkerlanders uit het oosten. Beregond regeert 48 jaar tot 2811

### Belecthor II
Belecthor wordt in 2811 de tweede stadhouder met deze naam en 21e regerende stadhouder van Gondor als hij zijn vader Beregond opvolgt en hij regeert 61 jaar. Hij is de laatste stadhouder die ouder wordt dan 100 en als hij uiteindelijk in 2872 overlijdt sterft ook de Witte Boom van Minas Tirith.

### Thorondir
Thorondir wordt in 2872 de 22e regerende stadhouder van Gondor als hij zijn vader Belecthor opvolgt. Hij besluit de dode Witte Boom op het hofplein van Minas Tirith te laten staan in de hoop op de terugkeer van de Koning, wat uiteindelijk 140 jaar later gebeurt. Hij regeert slechts tien jaar tot 2882.

### Túrin II
Túrin wordt in 2882 de tweede stadhouder met deze naam en 23e regerende stadhouder van Gondor als hij zijn vader Thorondir opvolgt. In het jaar 2885 wordt bij de enige oversteekplaats over de rivier de Poros het toneel van een grote veldslag met de Haradrim. Gondor werd hierin bijgestaan door de Rohirrim onder aanvoering van Fastred en Folcred, zonen van koning Folcwine, en wint de slag waarin de tweeling sneuvelt. Toch wordt Ithilien door de legers van Mordor veroverd. Als gevolg hiervan trekt Gondor zich uit dit gebied terug, met uitzondering van een aantal Dolers, die in de wildernis achterblijven. In deze tijd wordt waarschijnlijk de schuilplaats Henneth Annûn ingericht. Na een bewind van 32 jaar overlijdt Túrin in het jaar 2914.

### Turgon
Turgon wordt in 2914 de 24e regerende stadhouder van Gondor als hij zijn vader Túrin opvolgt. Tijdens zijn heerschappij wordt de Barad-dûr opnieuw door Sauron ingenomen waartegen Turgon machteloos staat. In 2953, het laatste jaar van Turgons 39-jarige bewind, roept Saruman zichzelf in het noordwesten uit tot de heerser van Isengard en begint het te versterken. Op dat moment wordt Saruman beschouwd als een bondgenoot maar in werkelijkheid heeft hij zich dan al losgemaakt van Gondor en begint zo zijn verraad door Isengard te stelen.

### Ecthelion II
Ecthelion wordt in 2953 de tweede stadhouder met deze naam en 25e regerende stadhouder van Gondor. Hij laat de Rammas Echor bouwen rond de Velden van Pelennor als extra bescherming nadat Ithilien in handen valt van Mordor. Gandalf steunt de stadhouder actief en Aragorn vecht onder hem met de schuilnaam Thorongil. Na een regering van 41 jaar overlijdt Ecthelion in 2984.

### Denethor II
Denethor wordt in 2984 de tweede stadhouder met deze naam en 26e regerende stadhouder van Gondor als hij zijn vader Ecthelion opvolgt en hij regeert 35 jaar en tijdens de Oorlog om de Ring. In de films is Denethor de laatste regerende stadhouder maar in de boeken regeert zijn zoon Faramir in het jaar 3019 een korte tijd na de dood van zijn vader tot Aragorn tot koning wordt gekroond.

### Faramir
Faramir wordt in 3019 de 27e en laatste regerende stadhouder van Gondor als hij zijn vader Denethor opvolgt en zijn oudere broer Boromir korte tijd daarvoor was omgekomen bij het uiteenvallen van het Reisgenootschap van de Ring. Na de kroning van Aragorn tot koning van het Herenigd Koninkrijk van Gondor en Arnor blijft hij stadhouder onder diens bewind. Hij trouwt met Éowyn, een prinses uit Rohan, en wordt benoemd tot Prins van Ithilien. Hij keert terug naar Emyn Arnen waar de lijn van stadhouders oorspronkelijk vandaan kwam.